# Cañón de las Tinaja Cucapá
Cañón de Las Tinajas Cucapá, es un sitio de arte rupestre con petrograbados localizado en la sierra Cucapá, presuntamente elaborado por los indígenas locales que es la etnia Cucapá.

### Ubicación
El sitio está ubicado al sur de la Delegación progreso, en los linderos del Ejido Heriberto Jara un poco más al sur de la mina de materiales pétreos, y posterior a una brecha de terracería de difícil acceso, en los bordes de la Sierra Cucapáh, que separa la Laguna Salada del Río Colorado, la cual es desnuda de vegetación, ya que es roca granítica muy blanca. La precipitación pluvial es casi nula. Y para llegar al sitio hay que bajar al cañón varios cientos de metros y senderos para caminar.

### El sitio
La tinaja Cucapá está en un cañón rocoso, en el cual se pueden encontrar varias cuevas, de diversos tamaños y formas, tinajas con agua o secas, petrograbados, morteros y tinajas. En uno de los lados del cañón se encuentra un mural unas decenas de figuras, entre ellas vemos un ojo, varios solecitos, un chamán con penacho, 3 círculos concéntricos, y otras figuras. Julio César López Romero ha video-documentado, en coordinación con la Universidad Autónoma de Baja California.